# Mathias Wilander
Hjalmar Mathias Wilander, född 13 december 1844 i Stockholm, död där 20 mars 1891, var en svensk kemist och ingenjör.
Mathias Wilander var son till Nils August Wilander och Regina Dorothea Wahlström. Han avlade studentexamen i Uppsala 1863 och ägnade sig därefter åt studier i kemi och mineralogi vid Teknologiska institutet innan han övergick till faderns yrkes- och affärsverksamhet. Han deltog i Alfred Nathorst och Adolf Erik Nordenskiölds expedition till Spetsbergen 1870. 1874 anställdes han vid faderns mineralvattenfabrik vid Grundsborg. Under flera år sysselsatte han sig även med brunnsborrningsarbeten, och han vistades långa tider utomlands, särskilt i Ryssland, Frankrike och Storbritannien, i gruvaffärer för faderns räkning. De sista åren av sitt liv var han anställd hos Gustaf de Laval. Han deltog i det politiska livet som ivrig förkämpe för tullsystemet och skrev bland annat protektionistiska broschyrer under signaturen Severus i slutet av 1880-talet.